# Marmon Sixteen
Marmon Sixteen är en lyxbil, tillverkad av den amerikanska biltillverkaren Marmon mellan 1931 och 1933.

## Bakgrund
Under det glada 1920-talet krävde kunderna tysta och smidiga motorer till sina allt större och tyngre lyxbilar. Flera biltillverkare experimenterade med flercylindriga motorer för att uppnå kraven, däribland Marmon som började utvecklingsarbetet på sin nya sextoncylindriga toppmodell under 1926. När bilen introducerades 1931 hade Cadillac redan hunnit lägga beslag på den marginella marknad som fanns för en sådan bil under den stora depressionen.

## Marmon Sixteen
Bilens chassi var ytterst konventionellt, med stela axlar fram och bak upphängda i längsgående bladfjädrar och mekaniska bromsar. Den sextoncylindriga motorn med toppventiler och 45° vinkel mellan cylinderbankarna var byggd i aluminium. Även stora delar av karossen var byggd i lättmetaller för att hålla nere vikten. Det gjorde Marmon Sixteen till en av de snabbaste bilarna på marknaden och fabriken garanterade att varje tillverkad bil uppnått 100 mph (160 km/h) vid testkörning på den närliggande racerbanan Indianapolis Motor Speedway före leverans. Marmon hade anlitat industridesignern Walter Dorwin Teague för att rita karossen. Teague har senare medgivit att han på grund av andra uppdrag överlämnat arbete på sonen Walter Jr. men resultatet ansågs allmänt som mycket lyckat.
På grund av den ekonomiska situationen i början av 1930-talet sjönk Marmons försäljning drastiskt och företaget upphörde 1933.

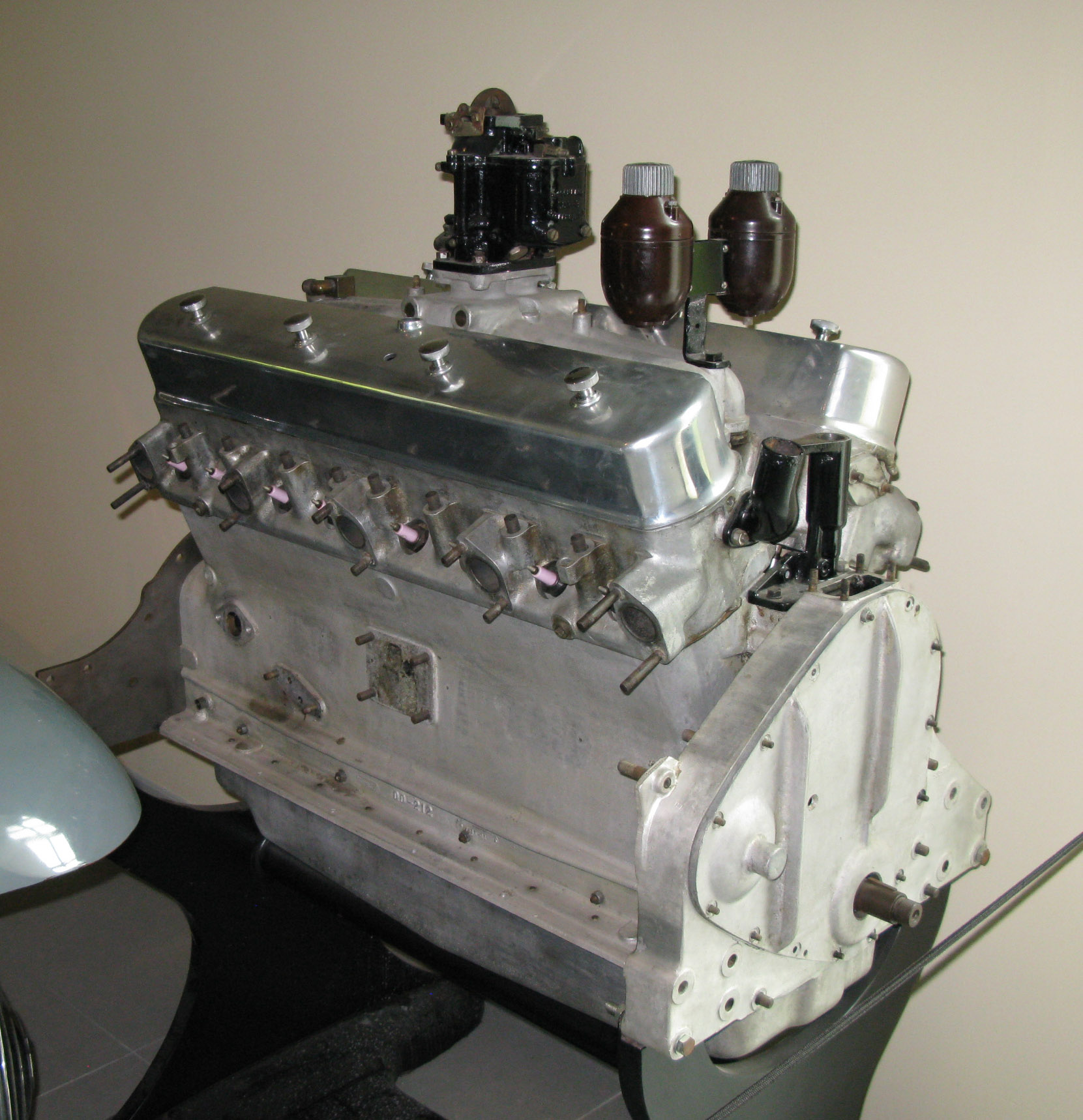
Marmon V16-motor.

## Motor
| Modell  | Motor              | Cylindervolym | Effekt | Bränslesystem           |
| ------- | ------------------ | ------------- | ------ | ----------------------- |
| Sixteen | 16-cyl V-motor ohv | 8043 cm³      | 200 hk | Enkel tvåportsförgasare |